# Bătălia de la Krasnik
Bătălia de la Krasnik a fost o confruntare militară din primul război mondial între trupele austro-ungare și cele țariste, confruntare militară desfășurată între 25 august și 28 august 1914, în jurul orașului Krasnik, aflat azi în Polonia.

## Preliminarii
Pe 22 august 1914 armata rusă a intrat în Galiția, care era parte a Imperiului Austro-Ungar. Ofensiva rusă a fost oprită de Regimentul 76 Infanterie (Infanterieregiment 76), aflat sub comanda colonelului Ioan Boeriu (ulterior general). Acesta a reușit să restabilească controlul asupra satului Polichna, ceea ce a creat condițiile pentru reușita contraofensivei cezaro-crăiești.

## Bătălia
Generalul austriac Viktor Dankl a repurtat o strălucită victorie asupra Armatei a IV-a Ruse, condusă de generalul Salza.